# Pseudanophthalmus exoticus
Pseudanophthalmus exoticus är en skalbaggsart som beskrevs av Krekeler. Pseudanophthalmus exoticus ingår i släktet Pseudanophthalmus och familjen jordlöpare. Inga underarter finns listade i Catalogue of Life.